# Michail Oemanski

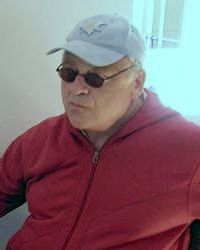
Michail Oemanski, Augsburg 2009

Michail Markovitsj Oemanski (Russisch: Михаил Маркович Уманский) (Stavropol, 21 januari 1952 – Augsburg, 17 december 2010) was een Russische schaker.
In 1978 was Oemanski correspondentieschaak-kampioen in de Sovjet-Unie. In 1998 werd hij wereldkampioen ICCF als opvolger van Grigori Sanakojev. Hij was eveneens winnaar van het toernooi "Kampioen der Wereldkampioenen" dat in 2004 gehouden werd ter ere van het 50-jarig bestaan van de ICCF, de internationale bond voor correspondentieschaak.
Hij was grootmeester correspondentieschaken en internationaal meester FIDE.
Vanaf 1998 tot zijn overlijden in 2010 woonde Oemanski in Duitsland.
In 2011, de Russische Correspondence Chess Association organiseerde in zijn eer het schaaktoernooi Oemansky Memorial, die werd gewonnen door de Italiaan Eros Riccio.